# Züricher Wappenrolle

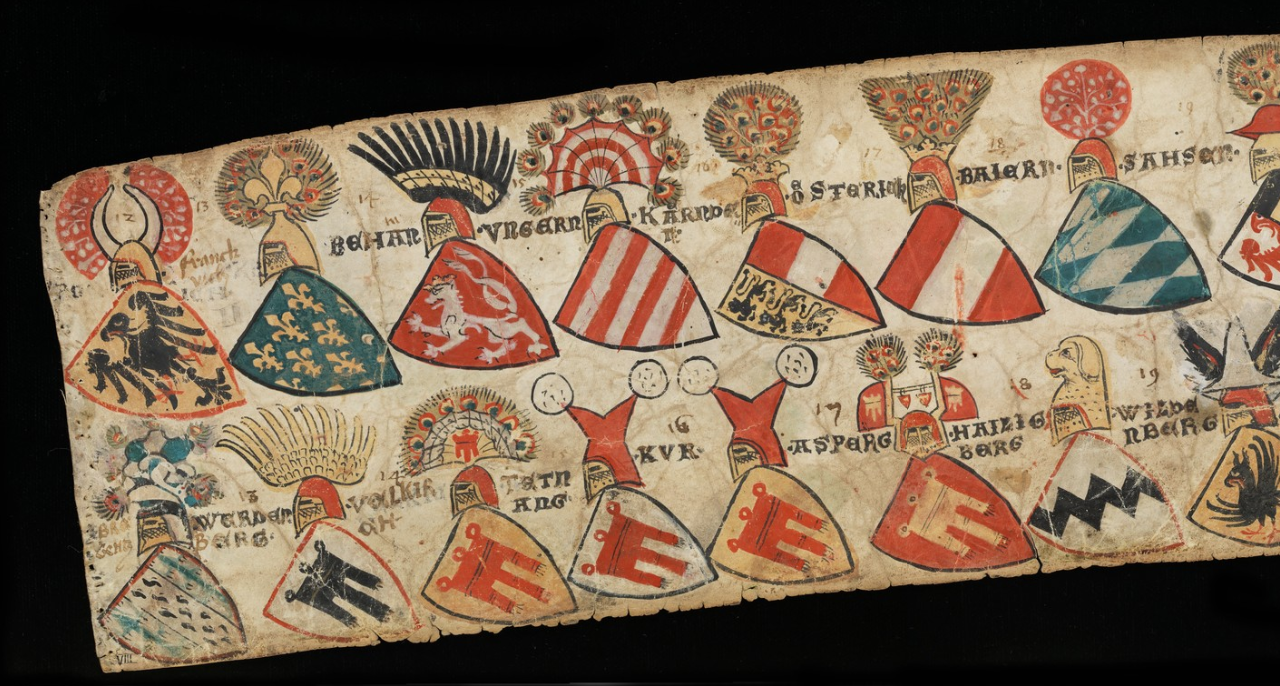
Züricher Wappenrolle, a 400 centiméter hosszú pergamen tekercs részlete

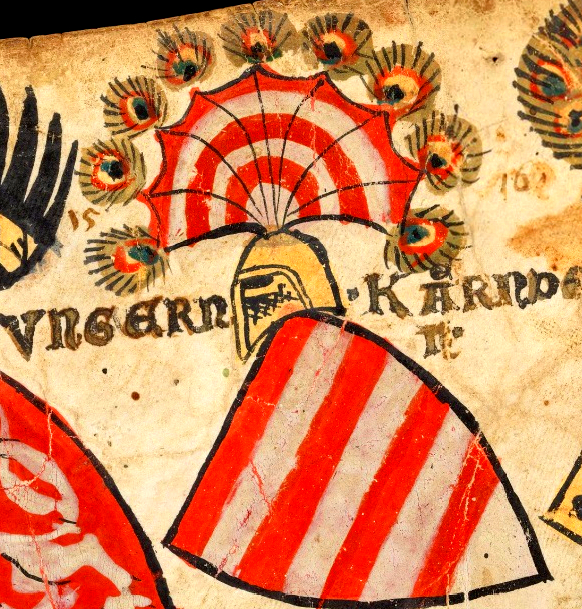
Magyarország (VNGERN) címereként tartja számon a vörös-ezüst vágásokat az 1335 és 1345 között készült zürichi címertekercs

A Züricher Wappenrolle az egyik legfontosabb középkori címertekercs, amely jelenleg Zürichben található. 1335 és 1345 közt jött létre. Egykor csaknem 4 méter hosszú és 12 cm széles volt. 13 cérnával összefűzött pergamendarabból áll és mindkét oldala címerekkel van ellátva. Négy részre oszlik, az utolsó rész elveszett. A hiányzó rész 109 címerrel csak egy 1797-es másolat révén ismert.  A címertekercs eredetileg 559 címert, 28 püspöki zászlót tartalmazott és 97 címer név nélkül szerepel. A második pergamenlap előoldalán Magyarország címerét is megadja.
1700 körül a híres természetbúvár, Johann Jacob Scheuchzer tulajdonában volt, akinek 1733-as halálát követően a Stadtbibliothek Zürich birtokába került. Ma a Zentralbibliothek Zürich tulajdonában áll és a Schweizerischen Landesmuseum Zürich őrzi. Egy 16. századi másolat Aulendorfban, a Königsegg grófok könyvtárában található.
Első tudományos kiadását Heinrich Runge, az Antiquarischen Museum Zürich levéltárosa készítette 1860-ban.